# Урга (приток Пышмы)
Урга — река в Талицком городском округе Свердловской области, правый приток реки Пышмы, впадает в неё в 301 км от устья. Длина водотока — 20 км.

## География
Исток Урги расположен в урочище Юбилейном, в 15 км юго-западнее города Талицы. Впадает в Пышму в черте города. Уровень устья — 64,7 м над уровнем моря. В 2,5 км от устья образован Ургинский пруд. Протекает по территории национального парка «Припышминские Боры». Притоки: ручей Широкий (справа), река Широкая (слева), реки Овинная и Петруниха (справа), река Буланушка (слева, впадает в Ургинский пруд).

## Данные водного реестра
По данным государственного водного реестра России, Урга относится к Иртышскому бассейновому округу, речной бассейн Иртыша, речной подбассейн Тобола, водохозяйственный участок реки — Пышма от Белоярского гидроузла и до устья, без реки Рефт от истока до Рефтинского гидроузла. Код водного объекта — 14010502212111200008089.